# Nannion
Nannion (mitten av 300-talet f.Kr.) var en grekisk hetär. 
Hon var dotter till hetären Korone och dotterdotter till hetären Nannion den äldre.  Hon nämns i talet Mot Patrokles av Hyperides och i Kolax av Menander.  Hon var föremål för flera samtida attiska komedier, bland dem Eubolos Nannion.  Hon är möjligen samma hetär som nämns under namnet Nannarion, ett smeknamn för Nannion, om vilken det berättades flera anekdoter från samma tid.  Nannion var en berömd hetär och många historier berättades om henne.  Hon beskrevs ofta som girig och hänsynslös i dessa historier, bland annat av Amphis och Anaxilas.  En känd historia om henne var att hon kallades Aix ('Geten') därför att hon åt sin klient Thallos ren på pengar som om han var en planta och hon en get. Antiphanes ska ha kallat henne Proskenion ('förspel') därför att han ansåg henne fulare avklädd än påklädd.  